# Île Puffin
L'île Puffin ou Puffin island est une île des États-Unis du détroit de Rosario dans le comté de San Juan dans l'État de Washington.